# Puckelbläcksvamp
Puckelbläcksvamp (Coprinopsis acuminata) är en svampart som först beskrevs av Henri Romagnesi, och fick sitt nu gällande namn av Redhead, Vilgalys & Moncalvo 2001. Puckelbläcksvamp ingår i släktet Coprinopsis och familjen Psathyrellaceae.  Arten är reproducerande i Sverige. Inga underarter finns listade i Catalogue of Life.

## Bildgalleri

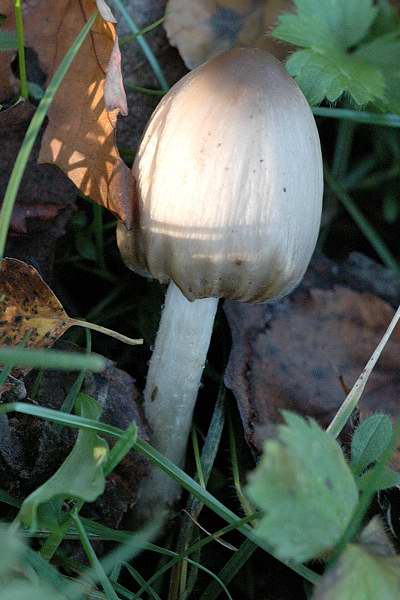